# Interview (альбом)
Interview (в переводе с англ. — «интервью») — восьмой студийный, концептуальный альбом британской прогрессивной рок-группы Gentle Giant, вышедший в 1976 году на лейбле Chrysalis Records.

## Об альбоме
Interview является концептуальным и стилизован под радиоинтервью. Три трека включают краткие разделы «интервью», которые были поставлены в студии. Заглавная песня имеет текст, полученный из диалога вопросов и ответов, с которым они столкнулись во время общения с музыкальной прессой. Этот альбом был критически и коммерчески менее успешным, чем их предыдущий альбом Free Hand. Несмотря на это, он попал в чарты больше, чем любой другой альбом Gentle Giant.

## Список композиций
Все треки написаны Кери Минниаром, Дереком Шульманом и Рэем Шульманом.
1. Interview — 6:54
2. Give It Back — 5:08
3. Design — 4:59
4. Another Show — 3:29
5. Empty City — 4:24
6. Timing — 4:50
7. I Lost My Head — 6:58

## Участники записи
- Гэри Грин — электрогитара (1, 2, 4-7), электроситар (1) акустическая гитара (5, 7), варган (3), бэк-вокал
- Кери Минниар — синтезатор Муга (1, 2, 4, 6, 7), пианино (1, 4-7), электрическое пианино (1, 2 ,5, 6), орган (1, 2, 4, 6), меллотрон (1, 5), клавинет (4, 6), клавесин (7), маримба и терменвокс (2), перкуссия (3), вокал (3, 7), бэк-вокал
- Дерек Шульман — вокал, альт-саксофон (5, 6), перкуссия (3)
- Рэй Шульман — бас-гитара (1, 2, 4-7), скрипка (7) электроскрипка (5, 6) 12-струнная гитара (5), бэк-вокал
- Джон Уэзерс — барабаны, перкуссия (1-4, 7), бэк-вокал, совместный вокал в 1
- Фил Сатклифф[1] — журналист, берущий интервью (1, 3, 6, 7)